# Simula67
El Simula és el primer llenguatge de programació a implementar l'Arquitectura Orientada a Objectes (AOO) o la Programació Orientada a Objectes (POO), encara que no ha tingut gaires successors.
El Simula 67 neix el maig de 1967 a Oslo, de la mà d'Ole-Johan Dahl i Kristen Nygaard. El Simula 67 ja incorporava moltes de les característiques dels llenguatges Orientats a Objectes (OO) actuals, tals com les classes, els objectes, les instàncies, l'herència i el polimorfisme.
Anys després de la seva publicació, molts dels llenguatges de programació van començar a incorporar l'Arquitectura Orientada a Objectes.
L'únic successor del llenguatge Simula 67 ha sigut el llenguatge Beta, que generalitza totes les construccions del llenguatge en una única idea denominada patró.
L'exemple del programa "Hola món" en Simula 67:
```
Begin
OutText ("Hola Mon!");
Outimage;
End;
```